# Thomas Sehlstedt
Thomas Sehlstedt, född 1983, är en före detta svensk ishockeyspelare som spelade som målvakt i Björklöven. I april 2010 meddelade han att han avslutar sin ishockeykarriär på grund av en höftskada. Han är 187 cm lång och 86 kilo tung. Moderklubben är IF Björklöven; han spelade heller inte för någon annan klubb under sin karriär.